# Jarro

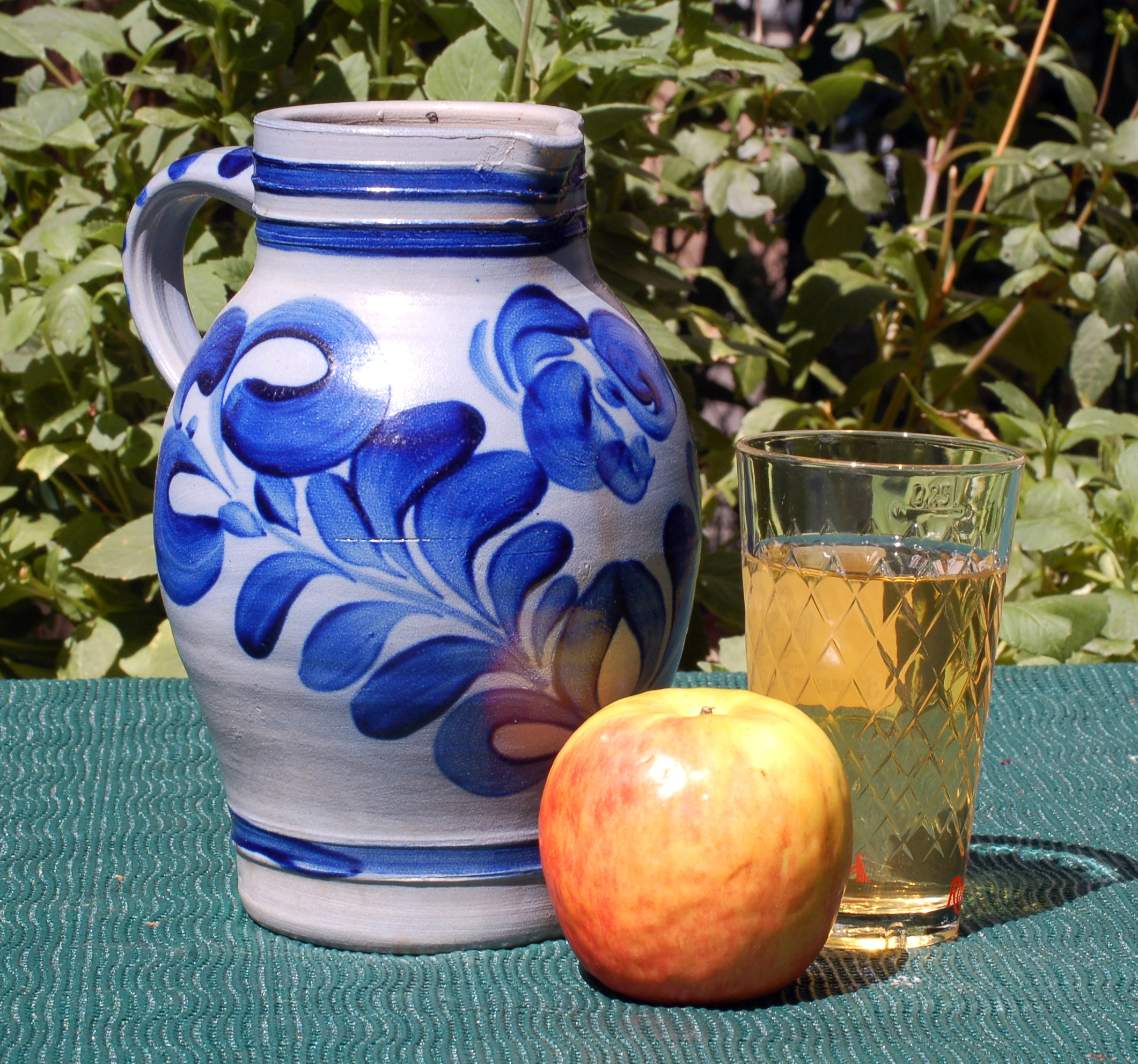
À esquerda, um jarro em cerâmica

Um jarro é um objecto doméstico, em forma de vaso, fabricado em vidro, cerâmica, porcelana, metal ou plástico, que serve para verter líquido em copos.

## Outros nomes, grafias e etimologia
Jarros são chamados ainda de jarra, talha de água, talha de barro, bilha, pote, purrão, quartinha, quarta, quartilha, quartião, moringa ou muringue. "Talha" deriva do latim vulgar *ginacula, que deriva por sua vez de tina. "Moringa" deriva do banto muringa. Jarro/jarra, do árabe jarrâ.

## Características

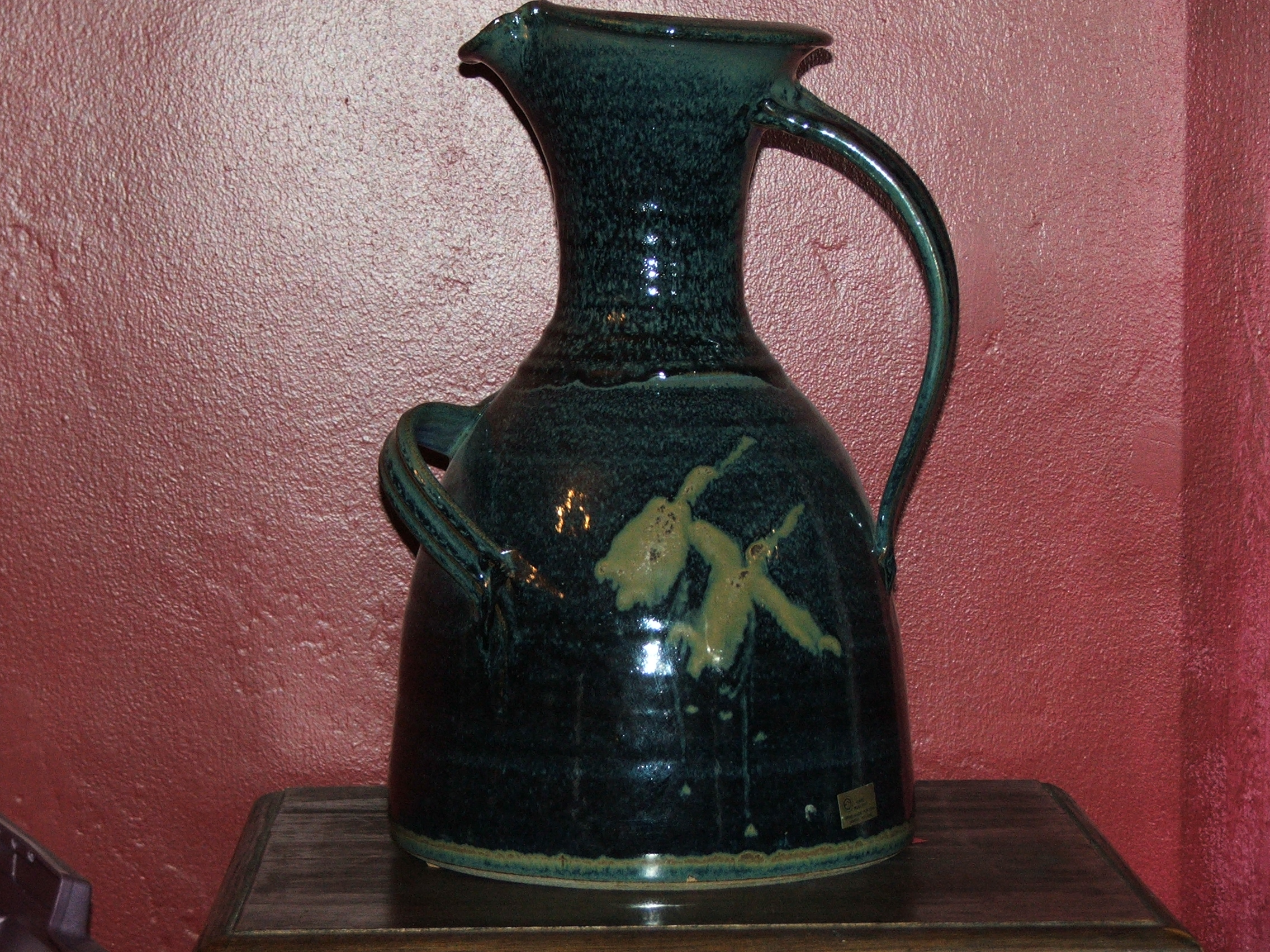
Jarro irlandês de cerâmica.

Normalmente, é bojudo e possui um bico para verter o líquido; pode possuir uma asa ou pega.
Em sua origem, o jarro se diferenciava da jarra, pois, enquanto o jarro tinha uma alça, a jarra tinha duas. É usado para servir água e outros líquidos. Benvenuto Cellini desenhou e esculpiu jarros que são considerados verdadeiras obras-primas, entre os quais o célebre que representa o combate entre centauros e lápitas. Também há jarros de importância arqueológica, como o jarro de Valdegamas, de Tartesso. Há troféus que possuem a forma de vaso e que são complementados por uma placa na parte inferior, complementando o jarro. Em Portugal, um jarro serve para servir líquidos, enquanto que uma jarra serve para exibir flores.

## Utilização no Brasil
No Brasil, o termo "muringue" está associado às bilhas fabricadas no século passado numa fábrica localizada em Santos, a qual também produziu recipientes que filtravam a água (denominados vulgarmente por "filtros") e a depuravam de micro-organismos nocivos para a saúde. O criador dessa fábrica foi o cidadão português António Nogueira, casado com Maria Augusta Ferreira de Aveiro.[carece de fontes?]
É muito comum se encontrar este utensílio nas residências do Norte e Nordeste do Brasil. É bastante comercializado na Feira de São Joaquim, em Salvador, na Bahia. É indispensável na construção dos assentamentos sagrados das religiões afro-brasileiras.

## Talha em Portugal
A talha ou pote de barro, foi e está novamente a ser utilizado (em particular no Alentejo) no processo de produção de vinho, sendo um processo ancestral romano, assumindo uma dupla finalidade: a produção e a armazenagem do vinho.
No âmbito do projecto arqueológico que tem vindo a ser desenvolvido em Beja ("Arqueologia das cidades de Beja") foram encontradas em 2017 inúmeras talhas romanas, de vários tipos, formas e finalidades: umas para armazenar vinho e outras para guardar cereais e outros bens; 
Sendo a produção artesanal do vinho de talha, um processo típico do Alentejo com mais de dois mil anos com origem nos romanos, vários municípios ( Vidigueira, Aljustrel, Cuba, Moura, Mora e Marvão) e instituições Alentejanas vão candidatar a Património Cultural Imaterial da Humanidade (UNESCO) esta prática de vinificação.